# Scaptomyza atahualpa
Scaptomyza atahualpa är en tvåvingeart som beskrevs av Walter Leopold Victor Hackman 1959. Scaptomyza atahualpa ingår i släktet Scaptomyza och familjen daggflugor.
Artens utbredningsområde är Peru. Inga underarter finns listade i Catalogue of Life.